# Мкокотони
Мкокотони (суахили и англ. Mkokotoni) — город, расположенный в автономном Занзибаре в составе Танзании, на острове Унгуджа (Занзибар).
Является столицей области Северный Занзибар и административным центром округа Касказини "А" или Северный "А" (суахили Kaskazini "A").
На территории Мкокотони находится один наиболее известных курортных пляжей Занзибара.